# Budo-Bobrîțea, Iemilciîne
Budo-Bobrîțea (în ucraineană Будо-Бобриця) este localitatea de reședință a comunei Budo-Bobrîțea din raionul Iemilciîne, regiunea Jîtomîr, Ucraina.

## Demografie
Componența lingvistică a localității Budo-Bobrîțea
     Ucraineană (100%)
Conform recensământului din 2001, toată populația localității Budo-Bobrîțea era vorbitoare de ucraineană (100%).